# Districte de Balasore
El districte de Balasore  o Districte de Baleswar és una divisió administrativa d'Orissa a l'Índia. La capital és Balasore. Hi ha un centre de llançament de míssils. La superfície és de 3.634 km² i la població (cens del 2001) de 2.023000 habitants. El districte el 1901 mesurava 5332 km² i la població era d'1.071.197 (1872: 770.232; 1881: 945.280; 1891: 994.675). Balasor o Balasore deriva de Baleswara (El jove senyor o Senyor de la Foça, és a dir Krishna) o de Naneswara (El senyor de la Selva, és a dir Mahadeva).

## Geografia
Geogràficament està dividit en tres parts: la costa, la plana interior al·luvial i els turons dels nord-oest (la major part de la subdivisió de Nilgiri) amb una altura màxima de 543 metres. Els rius principals són el Budhabalanga i el Subarnarekha. L'economia del districte està basada en quatre sectors: indústries, agricultura, pesca i turisme.

## Història
El districte de Balasore fou part del regne de Kalinga i després del territori de Toshala o Utkal, fins a la mort de Mukunda Dev. El budisme fou popular durant la dinastia Bhoumakar i al segle X-XI les estàtues de Mahavira testimonien la presència del jainisme.
Fou annexionat pels moguls el 1568 i va restar sota el seu control fins al 1750 o 1751 quan fou ocupat pels marathes de Nagpur. Els mogols van trobar la terra repartida en grups de pobles (khand o bisi) d'entre 25 i 125 km² governats per khandpatis representants del sobirà, assistir per un tresorer (bhoimul o bishayi) que recaptava les taxes i les entregava al cap de la província o desadhipati; després del 1550 Akbar va ordenar un nou repartiment que va començar el 1580 per obre del ministre Todar Mai, que va confirmar la possessió als oficials existents khandpatis i bhoimuls que van esdevenir chaudkris o kanungos, i foren encarregats de la recaptació i altres funcions pròpies de zamindars; els caps de poble van restar sota el nom de mukaddams però no eren hereditaris; allà on cali nomenar un cap de padhan ho feia un agent (karji) o un terratinent (sarbarahkar o mustajir) designat a l'efecte pel talukdar, i sovint esdevingueren hereditaris amb funcions similars als mukaddams. Aquesta organització fou mantinguda més tard sota els marathes i la van trobar els britànics que igualment la van conservar.
Els britànics van establir una factoria a Pippli (a la riba del Subarnarekha, el 1633 o 1634. També hi van tenir establiments els holandesos i els danesos. El 1636 Gabriel Broughton, cirurgià del vaixell Hopewell, va curar a la filla de l'emperador de la qual el vestit s'havia cremat i li havia causat cremades al cos; el 1640 va curar algunes dames de la cort del virrei de Bengala; com a recompensa va demanar poder establir una factoria a Bengala; el 1642 per un firman imperial es va concedir a la Companyia Britànica de les Índies Orientals una factoria a Hugli i un establiment marítim a Balasore a la que es va transferir la de Pippli. Balasore fou fortificada. Durant les lluites entre mogols i afganesos i després entre mogols i marathes, Balasore, ben protegida, es va lliurar d'atacs i va esdevenir el lloc més segur del territori on prosperava la indústria i el comerç; en canvi a Hugli els comerciants anglesos estaven subjectes a les exaccions dels governadors mogols; el 1685 els britànics van haver de lluitar obertament a Hugli i el 1688 el capità Heath del vaixell Resolution, comandant de les forces de la Companyia, que havia negociat sense èxit una factoria fortificada al lloc de Calcuta, va decidir evacuar Hugli cap a Balasore. Vers el 1700 la boca del riu Burdbalang va començar a quedar bloquejada per l'al·luvió i en anys següents moltes terres es van afegir en direcció a la mar per aquest al·luvió deixant a Balasor com una ciutat una mica a l'interior. Això va fer molt de malt al port (que finalment el 1763 va perdre la seva característica comercial per decisió de les autoritats britàniques) i progressivament el comerç es va traslladar a Calcuta.
El 1803 el territori i d'altres fou cedit als britànics pel tractat de Deogaon i unit a la presidència de Bengala fins al 1912. El primer governador fou el capità Morgan que exercia autoritat entre la costa i els estats de muntanya (Keunjhar, Nilgiri i Morbhanj; les parganes al nord de Nangaleswar i Satmalang estaven incloses dins de Midnapur i el límit al sud estaven mal definits; el 1804 es va nomenar un col·lector amb autoritat al sud fins al riu Brahmani; fins al 1821 va dependre del districte de Cuttack; del 1821 en endavant va tenir un magistrat assitent del col·lector de Cuttack i el 1827 es va crear el col·lectorat independent i es va constituir en districte separat el 1828 dividit en dos subdivisions: Balasore i Bhadrak. Les ciutats principals eren Balasapore i Bhadrak. La població era hindú en un 96,5 per cent. Les castes principals eren els khandaits (211.000) antiga milícia feudals dels rages d'Orissa, els bramans, gaures, i rajus; les castes menors dels gokhes i goles eren més nombreses en aquest districte que arreu; la reste de castes menors eren els kandras i els karans. Les ciutats principals a més de la capital eren Subarnarekha, Saratha, Chhanuya, Laichanpur, Churuman i Dhamra. La subdivisió de Balasore tenia una població el 1881 de 519.707 habitants i el 1901 de 592.544 habitants, i superfície de 2996 km² amb capital a Balasore i formada per cinc thanes (thana = cercle policial): Balasore, Basta, Jaleswar, Baliapal i Soro.
El 1912 es va crear la província de Bihar i el districte hi fou inclòs. L'1 d'abril de 1936 es va crear la província d'Orissa i el districte en va passar a formar part. Després de la independència el principat de Nilagiri fou unit a Orissa el gener de 1948 i incorporat al districte. El 3 d'abril de 1993 la subdivisió de Bhadrak va passar a formar un districte separat.
Els majors desastres naturals foren les inundacions del 1868, 1892 i 1896. Altres inundacions de resultats menys dramàtics foren el 1855, 1866, 1872, 1883, 1886, 1888, 1894, 1897 i 1898. El 1900 les aigües van pujar 45 cm més que el seu màxim però va causar pocs morts entre la gent. La fam més greu fou la del 1865-1866 (uns 250.000 morts directes o per malalties derivades). Grans ciclons es van produir el 1823, 1831 (el més greu amb 26.000 morts), 1832, 1848, i 1851. Altres ciclons no van fer un mal tan gran especialment en vides humanes. El 1892 hi va haver una epidèmia de còlera.

## Llocs d'interès
- Els centres religiosos de Remuna, Chandaneswar, Panchalingeswar, Sajanagarh, Ayodya i Bardhanpur (temple de Maninageswar).
- Les platges de Chandipur, Kashapal, Chaumukh, Kharasahapur i Talsari.
- La reserva forestal de Similapal, i les reserves naturals de Nilgiri
- El fort de Raibania i el deshuan pokhari són lloc de significació històrica.

## Divisions administratives
Està dividit en dues subdivisions, 12 blocks de desenvolupament, 7 tehsils i 289 (257 vells + 32 nous) Gram Panchayats. A més a més hi ha 4 viles (1 municipalitat i 3 Àrees notificades) i 2971 pobles dels quals 2602 estan habitats. Electoralment hi ha una districte electoral per la Lok Sabha o cambra baixa del Parlament de l'Índia, i 7 districtes per la Vidhan Sabha (cambra baixa del parlament de l'estat d'Orissa).
Les subdivisions amb els seus blocks són:
- Subdivisió de Balasore: Bahanaga, Balasore, Baliapal, Basta, Bhograi, Jaleswar, Khaira, Remuna, Simulia i Soro.
- Subdivisió de Nilgiri: Nilgiri, Oupada.

Els tehsils són:
- Balasore
- Baliapal
- Basta
- Jaleswar
- Nilgiri
- Simulia
- Soro